# Lepas testudinata
Lepas testudinata is een eendenmosselensoort uit de familie van de Lepadidae. De wetenschappelijke naam van de soort is voor het eerst geldig gepubliceerd in 1894 door Aurivillius.